# Anne Herbert
Anne Herbert, grevinna av Pembroke, född Parr 1515, död 1552, var en engelsk hovfunktionär. Hon var hovdam till var och en av Henrik VIII:s sex hustrur, av vilka den sista, drottning Catherine Parr, var hennes syster.  

## Biografi
Anne Herbert var dotter till sir Thomas Parr (död 1517) och Maud Green. Hennes mor var hovdam och överhuvud för drottning Katarina av Aragoniens hovskola, där adliga barn av båda könen lärde sig franska, latin, filosofi, teologi och klassikerna under Joan Lluís Vives.
År 1528 anställdes hon som hovfröken hos Katarina av Aragonien på sin mors rekommendation; eftersom hennes far var död, blev hon samtidigt kungens myndling. När Anne Boleyn blev drottning 1533 fortsatte hon sin anställning hos denna. Under inflytande av Anne Boleyn blev hon en anhängare av reformationen. När Jane Seymore blev drottning 1536 fortsatte hon sin hovtjänst under henne. Hennes anställning upphörde automatiskt när Jane Seymore avled och det under tre år inte fanns någon drottning. Hon gifte sig 1538 med William Herbert, 1:e earl av Pembroke (1501–1570). Det var möjligen ett kärleksäktenskap, något som då var ovanligt. När kungen gifte sig med Anna av Kleve 1540 blev hon återigen drottningens hovdam. Hon fortsatte som hovdam under drottning Katarina Howard. När Katarina Howard arresterades 1541, fick hon vården av drottningens juveler.
Anne Herbert var närvarande när Henrik VIII gifte sig med hennes syster Katarina Parr år 1543. Hon anställdes sedan som sin systers chefshovdam. De två systrarna ska ha haft en nära relation. De tillhörde den klick protestanter vid hovet som gynnade Anne Askew. När Anne Askew greps för kätteri 1546, förhördes hon för att utpeka protestanter vid hovet. Stephen Gardiner, Thomas Wriothesley, 1:e earl av Southampton och Richard Rich, 1:e baron Rich förhörde utan framgång Askew för att utpeka en grupp inflytelserika kvinnor vid hovet bestående av drottningen, Anne Herbert, Katherine Willoughby, Anne Stanhope och Anne Calthorpe, för kätteri.
Anne Herbert följde sin syster änkedrottningen till Sudeley Castle efter kungens död 1547. Efter Katarina Parrs död 1548 anställdes hon som hovdam hos prinsessan Maria.